# حزقيال كارلوس أغيلار
حزقيال كارلوس أغيلار (بالإسبانية: Juan Carlos Aguilar)‏ هو لاعب كرة مضرب بوليفي، ولد في 20 نوفمبر 1998 في لندن في المملكة المتحدة.

## وصلات خارجية
- حزقيال كارلوس أغيلار على موقع رابطة محترفي التنس (الإنجليزية)
- حزقيال كارلوس أغيلار على موقع الاتحاد الدولي لكرة المضرب (الإنجليزية)
- حزقيال كارلوس أغيلار على موقع كأس ديفيز (الإنجليزية)